# 메이덴아카사카역
메이덴아카사카역(일본어: 名電赤坂駅)은 일본 아이치현 도요카와시에 위치한 나고야 철도 나고야 본선의 철도역이다. 역 번호는 NH 06이며, 상대식 승강장 2면 2선의 구조를 갖춘 지상역이다.

## 타는 곳
| 1 | ■ 나고야 본선 | 하행 | 히가시오카자키 · 가나야마 · 나고야 방면 |
| 2 | ■ 나고야 본선 | 상행 | 도요하시 · 도요카와이나리 방면          |

## 이용 현황
- 2013년 기준 : 969명

## 역 주변
- 도요카와 시 오토와 지소
- 국도 제1호선
- 오토와 강
- 미야지 산

## 인접 역
| 나고야 철도 나고야 본선  | 나고야 철도 나고야 본선 | 나고야 철도 나고야 본선                |
| ------------------------ | ----------------------- | -------------------------------------- |
| NH 05 고유 도요하시 방면 | ■ 나고야 본선           | 메이덴나가사와 NH 07 메이테쓰기후 방면 |